# ダニー・ヴェルリンデン
ダニー・ヴェルリンデン（Dany Verlinden, 1963年8月15日 - ）は、ベルギー・フラームス＝ブラバント州アールスコート出身のサッカー選手。ポジションはゴールキーパー。

## 経歴
リールセSKで8年間プレーした後、クラブ・ブルージュへと移籍。クラブ・ブルージュでは15年以上に亘ってプレーし、多くのタイトルを獲得。個人でも1993年、2003年と2度ベルギーリーグ最優秀GKに選ばれた。同クラブ所属選手の中では、フランキー・ヴァン・デル・エルストに次いでジュピラーリーグで2番目に多くプレーした選手となった。また、1990年3月3日から16試合、1390分の間ゴールを許さず、ヨーロッパリーグにおける連続無失点記録となった。この記録は現在でも破られていない。さらに、2003年12月に行われたUEFAチャンピオンズリーグのグループリーグ、アヤックス戦に出場し、40歳116日という最年長出場記録も更新した。
FIFAワールドカップには2度招集されるも、ベルギー代表としての出場はキャリアの内1試合に止まった。
引退後は、クラブ・ブルージュでゴールキーパーコーチも務めた。

## 代表歴

### 出場大会
- ベルギー代表
  - 1994 FIFAワールドカップ
  - 1998 FIFAワールドカップ

### 試合数
- 国際Aマッチ 1試合 0得点（1998年）[3]

| ベルギー代表 | 国際Aマッチ | 国際Aマッチ |
| 年           | 出場        | 得点        |
| ------------ | ----------- | ----------- |
| 1998         | 1           | 0           |
| 通算         | 1           | 0           |